# Nowy Ratusz w Brnie
Nowy Ratusz w Brnie (cz. Nová radnice) – budynek ratusza w Brnie, w Czechach, na Placu Dominikańskim w kompleksie barokowych budynków, które pierwotnie służył potrzebom administracji wojewódzkiej. Jako ratusz, budynek służy od 1935, dawniej siedzibą władz miasta był Stary Ratusz, który jest obecnie wykorzystywany na cele kulturalne. W Nowym Ratuszu ma siedzibę burmistrz Brna i magistrat.